# Pachynematus hungaricus
Pachynematus hungaricus is een vliesvleugelig insect uit de familie van de bladwespen (Tenthredinidae). De wetenschappelijke naam van de soort is voor het eerst geldig gepubliceerd in 2001 door Haris.